# Джонатан Мур
Джонатан Мур (на английски: Jonathan Moore) е американски адвокат и писател на произведения в жанра трилър, хорър и криминален роман. Пише под псевдонима Джеймс Кестрел (на английски: James Kestrel).

## Биография и творчество
Джонатан Стротър Мур е роден на 5 юни 1977 г. в Станфорд, Калифорния, САЩ. В гимназията учи творческо писане в „Interlochen Arts Academy“. След завършване на гимназията получава бакалавърска степен по творческо писане от Новия колеж в Калифорния. После живее три години в Хсинчу, Тайван, където изучава китайски мандарин, преподава в английски език начално училище и става собственик на първия мексикански ресторант. След това работи като ръководител на екскурзии по Рио Гранде и като следовател за адвокат по наказателна защита във Вашингтон.
През 2007 г. завършва юридическия факултет в Ню Орлиънс. След дипломирането си работи като адвокат по търговски дела и съдружник към фирмата „Kobayashi, Sugita & Goda“ в Хонолулу. Решава да се върне към мечтата си и заедно с работата си започва да пише романи.
Първият му роман „Червенокосите“ (Redheads) е издаден през 2013 г. Книгата е номинирана за наградата „Брам Стокър“.
През 2021 г. е издаден романът му „Дирята на убиеца“ под псевдонима Джеймс Кестрел. В историята, в Хонолулу, Хаваите, полицейският детектив Джо Макгрейди получава задача да разследва убийство, разследване, което ще се проточи през цялата Втора световна война, история за оцеляване, за любов и загуба, и за човешката цена на войната. Романът получава през 2022 г. наградата „Едгар“ за най-добър криминален роман.
Джонатан Мур живее със семейството си в Хонолулу.

## Произведения

### Самостоятелни романи
- Redheads (2013)
- Close Reach (2014)
- The Poison Artist (2016)
Отровителят, изд.: ИК „Бард“, София (2020), прев. Иван Златарски
- The Dark Room (2017)
Тъмната стая, изд.: ИК „Бард“, София (2021), прев. Стефан Теодосиев
- The Night Market (2018)
- Blood Relations (2019)
Частен детектив, изд.: ИК „Бард“, София (2019), прев. Венцислав Божилов

### Разкази
- The Blackout (2018)

### Като Джеймс Кестрел
- Five Decembers (2021) - награда „Едгар“
Дирята на убиеца, изд.: ИК „Бард“, София (2023), прев. Иван Иванов